# SciELO
Scientific Electronic Library Online (SciELO), também conhecida pelo nome em português Biblioteca Eletrônica Científica Online, é uma biblioteca digital de livre acesso e um projeto cooperativo de publicação digital de periódicos científicos.

## História
Idealizada por Abel Packer e Rogério Meneghini, foi fundada em 1997 em São Paulo, no Brasil, como um programa especial da Fundação de Amparo à Pesquisa do Estado de São Paulo (FAPESP), em parceria com o Centro Latino-Americano e do Caribe de Informação em Ciências da Saúde (BIREME), órgão da Universidade Federal de São Paulo. Desde 2002 conta com o apoio do Conselho Nacional de Desenvolvimento Científico e Tecnológico (CNPq). É membro fundador do Consórcio Nacional em Educação, Ciência, Tecnologia e Inovação, uma plataforma integradora de dados científicos criada em 2019 pelo governo brasileiro, que visa ampliar o acesso ao conhecimento. Suas instituições mantenedoras são a FAPESP, o CNPq, a Coordenação de Aperfeiçoamento de Pessoal de Nível Superior do Ministério da Educação e a Associação Brasileira de Editores Científicos.
O projeto tem por objetivos o desenvolvimento de uma metodologia comum para a preparação, armazenamento, disseminação e avaliação da produção científica em formato eletrônico, além de almejar a melhoria da comunicação dos resultados das pesquisas em periódicos de qualidade, ampliar a visibilidade das produções, e democratizar o processo de publicação e o acesso pelo público interessado. Interpretando o conceito de conhecimento científico como um bem público, sua política oficial é "contribuir para maximizar a qualidade, a visibilidade e impacto das pesquisas e da sua comunicação, a cooperação entre pesquisadores(as), a reprodução, replicação, reuso e preservação digital dos dados de pesquisa e retorno dos investimentos em pesquisa", promovendo os princípios de "diversidade, equidade, inclusão e acessibilidade em todo o fluxo de comunicação científica". Também tem entre suas preocupações principais "contribuir para o fortalecimento da profissionalização, internacionalização, sustentabilidade operacional e financeira dos periódicos", e "contribuir para o desenvolvimento das políticas públicas e institucionais de comunicação científica".
A SciELO publica online o texto completo do artigos em acesso aberto; realiza a indexação de periódicos com base em controles de qualidade; mede o desempenho com base em downloads e citações; dá assistência aos editores dos periódicos, e desenvolve programas de capacitação de editores e equipes. O licenciamento segue o modelo Creative Commons, especificamente a licença Creative Commons Atribuição (CC-BY).
Inicialmente se destinava apenas a periódicos brasileiros, mas foi expandido numa rede internacional e atualmente inclui os seguintes países: África do Sul, Argentina, Bolívia, Brasil, Chile, Colômbia, Costa Rica, Cuba, Equador, Espanha, México, Paraguai, Peru, Portugal, Uruguai e Venezuela. Os princípios estabelecidos pelo núcleo SciELO Brasil são a referência principal para a admissão, permanência e atividade dos demais integrantes da rede. Na visão de Abel Packer, "a motivação principal da SciELO é dar visibilidade mundial à 'ciência perdida', mas muito valiosa, originada nos países em desenvolvimento, os quais, por vários motivos, sempre enfrentaram grandes obstáculos para publicar em canais de publicação prestigiosos, como os das revistas científicas dos países centrais".
Com o avanço das atividades do projeto, novos títulos de periódicos vão sendo incorporados à coleção da biblioteca. Em 2014 a biblioteca armazenava cerca de mil periódicos de 16 países, publicando mais de 40 mil artigos ao ano. Em 2019 era a maior biblioteca científica digital da América Latina, contando com cerca de 700 mil artigos e uma média de 1,2 milhão de downloads por ano.

## Reconhecimento
Foi um projeto pioneiro no movimento internacional para o acesso aberto de publicações científicas. Para Furnival, Almeida & Silva, a SciELO foi "o grande responsável para o fortalecimento da 'via dourada' no Brasil (periódicos científicos indexados em bases de dados), comparada com a 'via verde' (repositórios institucionais ou digitais), ainda em estado incipiente". Para Marcelo Leite, escrevendo para a Folha de S.Paulo, "é provável que nenhuma outra instituição ou iniciativa tenha feito tanto para tornar a pesquisa brasileira mais visível no cenário internacional". Segundo Rezende & Abadal, "a SciELO é considerada o avanço de maior impacto para o fortalecimento dos periódicos de acesso aberto no Brasil e nos países da América Latina", e as diretrizes apresentadas em seu plano estratégico para os anos 2019-2023 é um dos principais marcos normatizadores "no tocante à trajetória brasileira rumo à ciência aberta". Segundo Goldbaum, Antunes & Camargo Júnior, a SciELO "é uma instância central na sustentabilidade e visibilidade dos periódicos editados no país. A atuação da SciELO na edição, divulgação e indexação da produção científica nacional tem sido preponderante. [...] A Coleção SciELO vem atendendo às especificidades de nossa realidade latino-americana, deslocando o foco comercial das bases internacionais para o interesse acadêmico das revistas científicas editadas no país. É ineludível que a SciELO tem favorecido a internacionalização da produção científica do Brasil, perspectiva tão perseguida e desejada pela comunidade científica".